# Patrão, o Epicurista
Patrão (em grego:  Πάτρων) foi um filósofo epicurista. Viveu algum tempo em Roma, onde conheceu, entre outros, Cícero e a família de Caio Mêmio. Ali ou posteriormente, também ganhou a amizade de Ático. De Roma, ele removeu ou retornou a Atenas, e lá sucedeu Fedro como chefe da escola epicurista, c. 70 a.C. Mémio tinha, enquanto em Atenas, obtido permissão do tribunal de Areópago para derrubar um velho muro pertencente à propriedade deixada por Epicuro para o uso de sua escola. Isso foi considerado por Patrão como uma espécie de profanação e, portanto, ele se dirigiu a Ático e Cícero, para induzi-los a usar sua influência junto ao Areópago para rescindir o decreto. Ático também escreveu a Cícero sobre o assunto. Cícero chegou a Atenas no dia seguinte à partida de Mêmio para Mitilene. Ao descobrir que Mêmio havia abandonado seu projeto de erigir o edifício com o qual a parede em questão teria interferido, ele consentiu em ajudar no assunto; mas pensando que o Areópago não retiraria seu decreto sem o consentimento de Mêmio, ele escreveu a este último, insistindo em seu pedido em uma elegante epístola, que ainda existe.